# Christian Herrgen
Johann Joseph Christian Herrgen (* 1765 in Mainz; † 1816 in Madrid) war ein deutscher Geologe und Mineraloge und Lehrer am Königlichen Naturkundekabinett in Madrid.

## Leben
Christian Herrgen studierte an der Universität Mainz. Seine Dissertation schrieb er im Jahre 1781, sie ist im Manuskript, Ex logica, in Latein erhalten geblieben. Herrgen wurde am 28. März 1791 als Professor für Mineralogie an der neu gegründeten Real Escuela de Mineralogía von Pierre-François Chabaneau eingestellt. Als im Juli 1794 Juan Palafox Rovira starb, wurde die Stelle eines Sammlers am Königlichen Naturkundekabinett in Madrid frei, wohin er durch dessen Vizedirektor José Clavijo y Fajardo bestellt wurde.
1808 berief man ihn zum Mitglied der Bayerischen Akademie der Wissenschaften.

## Schriften
- Annales de Historia Natural, zusammen mit Joseph Louis Proust, Domingo García Fernández und Antonio José Cavanilles, 1799[4]
- Descripcion geognóstica de las rocas que componen la parte solída del globo terrestre, extractada de varias obras alemanas de la escuela de Werner, y aumentada con observaciones hechas en la peninsula., zusammen mit Abraham Gottlob Werner, Madrid, La Imprenta Real, 1802.

### Übersetzungen
- Johann Friedrich Wilhelm Widenmann: Handbuch des oryktognostischen Theils der Mineralogie von Johann Friederich Wilhelm Widenmann Herzoglich Würtembergischen Bergrathe, der Societät der Bergbaukunde, der Gesellschaft naturforschender Freunde zu Berlin, und der ökonomischen Societät zu Leipzig, Mitglied. Crusius, Leipzig 1794; Übersetzung: Madrid 1797–1798[5]